# Яглом Ісаак Мойсейович
Ісаак Мойсейович Яглом (1921, Харків–1988, Москва) — радянський геометр, автор популярних книг з математики; доктор фізико-математичних наук (1966), професор (1967). Брат-близнюк математика і фізика Аківи Яглома.

## Біографія
Народився 6 березня 1921 року в місті Харкові в сім'ї інженера. Невдовзі родина переїхала до Москви. У 1942 році закінчив Свердловський університет. У 1943–1949 роках працював у Московському державному університеті. З 1957 року працював у Московському педагогічному інституті.
Основні роботи присвячені сучасній алгебрі й геометрії.

## Твори
- Яглом И. М. Герман Вейль. — М.: Знание, 1967.
- Яглом И. М. Как разрезать квадрат? — М.: Наука, 1968.
- Яглом И. М. Проблема тринадцати шаров. — Київ: Вища школа, 1975.
- Яглом И. М. Феликс Клейн и Софус Ли. — М.: Знание, 1977.
- Яглом И. М. Булева структура и ее модели. — М.: Советское радио, 1980.
- Яглом И. М. Математические структуры и математическое моделирование. — М.: Советское радио, 1980.